# Naevius zongo
Naevius zongo is een spinnensoort uit de familie Macrobunidae. De wetenschappelijke naam van de soort werd voor het eerst geldig gepubliceerd in 1996 door Antonio D. Brescovit & Bonaldo.